# Спрус-Гров (тауншип, округ Бекер, Миннесота)
Спрус-Гров (англ. Spruce Grove) — тауншип в округе Бекер, Миннесота, США. На 2000 год его население составило 358 человек.

## География
По данным Бюро переписи населения США площадь тауншипа составляет 92,4 км², из которых 92,1 км² занимает суша, а 0,3 км² — вода (0,31 %).

## Демография
По данным переписи населения 2000 года здесь находились 358 человек, 131 домохозяйство и 94 семьи.  Плотность населения —  3,9 чел./км².  На территории тауншипа расположена 151 постройка со средней плотностью 1,6 построек на один квадратный километр. Расовый состав населения: 96,09 % белых, 0,28 % коренных американцев, 2,79 % азиатов и 0,84 % приходится на две или более других рас. Испанцы или латиноамериканцы любой расы составляли 0,28 % от популяции тауншипа.
Из 131 домохозяйства в 31,3 % воспитывались дети до 18 лет, в 66,4 % проживали супружеские пары, в 3,1 % проживали незамужние женщины и в 28,2 % домохозяйств проживали несемейные люди. 26,0 % домохозяйств состояли из одного человека, при том 15,3 % из — одиноких пожилых людей старше 65 лет. Средний размер домохозяйства — 2,73, а семьи — 3,36 человека.
31,0 % населения — младше 18 лет, 5,6 % — в возрасте от 18 до 24 лет, 24,0 % — от 25 до 44, 26,3 % — от 45 до 64, и 13,1 % — старше 65 лет. Средний возраст — 39 лет. На каждые 100 женщин приходилось 109,4 мужчин.  На каждые 100 женщин старше 18 приходилось 114,8 мужчин.
Средний годовой доход домохозяйства составлял 25 341 доллар, а средний годовой доход семьи —  38 036 долларов. Средний доход мужчин —  24 861  доллар, в то время как у женщин — 18 125. Доход на душу населения составил 12 135 долларов. За чертой бедности находились 2,1 % семей и 4,7 % всего населения тауншипа, из которых 1,9 % младше 18 и 11,3 % старше 65 лет.